# Třída Shark
Třída Shark byla třída oceánských diesel-elektrických ponorek námořnictva Spojených států amerických. Konstrukčně navazovala na třídu Cachalot. Celkem byly postaveny dvě jednotky této třídy. Ve službě byly v letech 1936–1956. Ponorky byly nasazeny za druhé světové války. Třída Shark a následující třída Perch jsou některými prameny považovány za součást třídy Porpoise.

## Stavba
Celkem byly v letech 1933–1936 postaveny dvě jednotky této třídy. Postavily je loděnice Electric Boat Company v Grotonu ve státě Connecticut.
Jednotky třídy Shark:
| Jméno               | Loděnice      | Založení kýlu | Spuštěna        | Vstup do služby | Osud                                                                                      |
| ------------------- | ------------- | ------------- | --------------- | --------------- | ----------------------------------------------------------------------------------------- |
| USS Shark (SS-174)  | Electric Boat | 1933          | 21. května 1935 | 25. ledna 1936  | Přibližně 11. února 1942 potopen poblíž ostrova Celebes japonským torpédoborcem Jamakaze. |
| USS Tarpon (SS-174) | Electric Boat | 1933          | 4. září 1935    | 12. března 1936 | Vyřazena 1945, v letech 1947–1956 sloužila k výcviku.                                     |

## Konstrukce

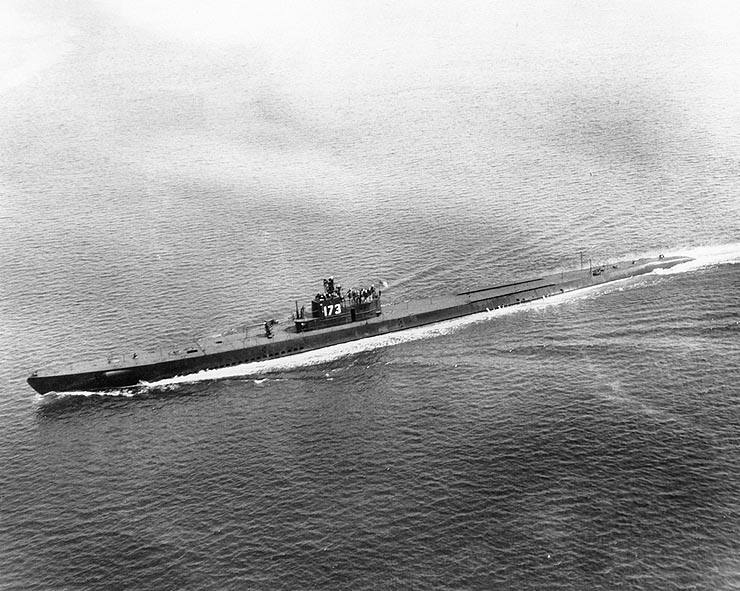
USS Pike (SS-173)

Ponorky byly vyzbrojeny jedním 76,2mm kanónem, dvěma protiletadlovými 12,7mm kulomety a šesti 533mm torpédomety (čtyři na přídi a dva na zádi). Mohly naložit 16 torpéd. Pohonný systém tvořily čtyři diesely o výkonu 4300 hp a dva elektromotory o výkonu 2085 hp, pohánějící dva lodní šrouby. Nejvyšší rychlost na hladině dosahovala 19,5 uzlu a pod hladinou 8 uzlů. Dosah byl 10 000 námořních mil při rychlosti 10 uzlů na hladině a 42 námořních mil při rychlosti 5 uzlů pod hladinou. Operační hloubka ponoru až 75 metrů.

### Modernizace
V letech 1942–1943 na ponorce Tarpon kulomety nahradily dva 20mm kanóny. Zároveň byla upravena velitelská věž.